# Le Val-Saint-Éloi
Le Val-Saint-Éloi is een gemeente in het Franse departement Haute-Saône (regio Bourgogne-Franche-Comté) en telt 108 inwoners (2011). De plaats maakt deel uit van het arrondissement Vesoul.

## Geografie
De oppervlakte van Le Val-Saint-Éloi bedraagt 6,9 km², de bevolkingsdichtheid is dus 15,7 inwoners per km².
De onderstaande kaart toont de ligging van Le Val-Saint-Éloi met de belangrijkste infrastructuur en aangrenzende gemeenten.

## Demografie
Onderstaande figuur toont het verloop van het inwonertal (bron: INSEE-tellingen).

1. ↑  Populations de référence 2022.